# Rodeo (песня)
«Rodeo» — песня американского рэпера и певца Lil Nas X и американской рэперши Карди Би с дебютного мини-альбома 7 (2019). Авторами песни выступили Монтеро Ламар Хилл, Белкалис Альманзар, Дуэт Дэвида Бирала и Дензела Батиста "Take a Daytrip", Рой Ленцо и Рассел Челл.

## Предыстория
Lil Nas X показал название песни в трек-листе его дебютного мини-альбома 7 (2019). Появление Карди Би в нём не было объявлено до релиза мини-альбома 21 июня 2019 года.

## Чарты
| Чарт (2019)                           | Высшая позиция |
| ------------------------------------- | -------------- |
| Австралия (ARIA)                      | 72             |
| Канада (Billboard Canadian Hot 100)   | 44             |
| Чехия (Singles Digitál Top 100)       | 56             |
| Эстония (Eesti Ekspress)              | 19             |
| Франция (SNEP)                        | 111            |
| Греция (IFPI Greece)                  | 12             |
| Венгрия (Stream Top 40)               | 29             |
| Ирландия (IRMA)                       | 35             |
| Литва (LAIPA)                         | 13             |
| Литва (AGATA)                         | 17             |
| Новая Зеландия (RMNZ)                 | 6              |
| Португалия (AFP)                      | 37             |
| Словакия (Singles Digitál Top 100)    | 35             |
| Швеция (Sverigetopplistan)            | 16             |
| Швейцария (Schweizer Hitparade)       | 82             |
| Великобритания (OCC UK Singles)       | 55             |
| Великобритания (OCC UK Hip Hop/R&B)   | 29             |
| США (Billboard Hot 100)               | 22             |
| США (Billboard Hot R&B/Hip-Hop Songs) | 12             |
| США (Rolling Stone Top 100)           | 9              |

| Чарт (2019)                           | Позиция |
| ------------------------------------- | ------- |
| Португалия (AFP)                      | 444     |
| США Hot R&B/Hip-Hop Songs (Billboard) | 92      |

## Сертификации
| Регион | Сертификация | Продажи   |
| --- | ------------ | --------- |
| Канада (Music Canada) | Золотой      | 40 000    |
| США (RIAA) | Платиновый   | 1 000 000 |
| * Данные о продажах приведены только на основе сертификации. · ^ Данные о тиражах приведены только на основе сертификации. · Данные о продажах + прослушиваниях приведены только на основе сертификации. |              |           |

## История релиза
| Регион    | Дата              | Формат                     | Лейбл    | Ист.   |
| --------- | ----------------- | -------------------------- | -------- | ------ |
| Различный | 21 июня 2019 года | Цифровая загрузка стриминг | Columbia | [ 29 ] |

## Ремикс
Ремикс с американским рэпером Нас был выпущен на потоковых сервисах 27 января 2020 года с лирическим видео и аудио и был опубликован на YouTube. Lil Nas X исполнил ремикс вместе с Нас на 62-й церемонии «Грэмми».

### Чарты
| Чарт (2020)                                | Высшая позиция |
| ------------------------------------------ | -------------- |
| Бельгия/Фландрия (Ultratip Bubbling Under) | 29             |
| Бельгия/Валлония (Ultratip Bubbling Under) | 16             |
| Hot Singles (RMNZ)                         | 27             |
| США (Billboard Hot 100)                    | 74             |
| США (Billboard Rhythmic)                   | 25             |

### История релиза
| Регион    | Дата           | Формат                     | Лейбл    | Ист.   |
| --------- | -------------- | -------------------------- | -------- | ------ |
| Различный | 27 января 2020 | Цифровая загрузка стриминг | Columbia | [ 31 ] |
| Италия    | 31 января 2020 | Contemporary hit radio     | Columbia | [ 37 ] |

### Комментарии
1. ↑  совместно с Карди Би.
2. ↑  совместно с Нас.